# Dutch Harbor
Dutch Harbor è un porto sull'isola di Amaknak in Unalaska, in Alaska. È stato un luogo della battaglia di Dutch Harbor nel giugno 1942, ed è stato uno dei pochi luoghi negli Stati Uniti a subire un bombardamento aereo da parte di una potenza straniera durante la seconda guerra mondiale. Fu anche uno dei pochi luoghi, oltre a Pearl Harbor nelle Hawaii, in un territorio incorporato negli U.S.A a essere bombardato dai giapponesi nella guerra.
Dutch Harbor è ora sede di un'importante industria del pesce.

## Storia

### Dalla Russia agli Stati Uniti
A Druzhinin, il comandante della nave russa Zakharii I Elisaveta, viene attribuita la scoperta del porto dalle acque profonde oggi noto come Dutch Harbor.
Dutch Harbor si trova nelle isole Aleutine dell'Alaska, più precisamente sull'isola Amaknak nell'arcipelago delle isole Fox. Una lunga lingua di terra che si estende dall'estremità nordest dell'isola Amaknak fa del Dutch Harbor un porto naturale che protegge le navi dalle onde e dalle correnti del mare di Bering, sebbene i venti al largo del mare di Bering abbiano gettato carichi dai ponti di alcune imbarcazioni. 
Dutch Harbor è vicino ad alcune zone più ricche di pesca del mondo e libere da ghiacci.
Il popolo nativo locale è noto come Aleuti. Quando i Russi arrivarono nelle isole Aleutine, essi sfruttarono gli Aleuti prendendo le loro pellicce. Gli Aleuti accettarono la Chiesa ortodossa russa poiché offriva loro sostegno ed educava i loro figli. 
La Compagnia russo-americana fu attiva dal 1799 fino alla metà del secolo XIX. Essa utilizzava il Dutch Harbor per il trasporto di merci, principalmente pellicce di lontra marina e otaria. Nel 1867, la Russia vendette l'Alaska agli Stati Uniti. Le pellicce furono il principale oggetto di esportazione dell'Alaska dopo che gli Stati Uniti ne avevano assunto il controllo.
Hutchinson, Kohl, & Company di San Francisco rilevarono la Russian America Company nel 1867, che fu rivenduta un anno dopo alla Alaska Commercial Company. Un declino della popolazione di lontre marine ne ridusse il commercio nel 1895.
L'anno 1897 portò una folla di potenziali cercatori che volevano arricchirsi con la ricerca dell'oro in Alaska.

### Seconda guerra mondiale
La seconda guerra mondiale portò Esercito e Marina degli Stati Uniti e i loro rifornimenti attraverso il Dutch Harbor alla Base operativa navale e al Fort Mears dell'Esercito. Le prime truppe dell'esercito giunsero nel giugno 1941 e la base aeronavale fu terminata nel settembre del 1941. Durante la guerra, Dutch Harbor fu utilizzato anche per ospitare profughi evacuati da altre isole Aleutine.
Le truppe dell'esercito e i lavoratori civili trascorrevano il loro tempo libero presso "Blackies", l'unico bar della zona. Questo esercizio forniva birra a basso prezzo e dosi di whisky a 50 centesimi ma non vi erano né sgabelli né sedie poiché essi si sarebbero scheggiati troppo facilmente nel caso di battaglia.  Altri intrattenimenti comprendevano un bordello chiamato "Isola del piacere", ma questo fu chiuso nel 1941 e successivamente sostituito da una parte della base di sottomarini della Marina. Un locale da 500 posti fungeva da teatro, il cui ingresso costava 15 centesimi ai militari e 35 ai lavoratori civili.
All'inizio del 1942, i funzionari dell'intelligence della marina USA previdero che avrebbe potuto verificarsi un attacco giapponese nell'area dell'Oceano Pacifico e i decrittatori della Marina avvisarono Dutch Harbor dell'imminente attacco. Il 3 giugno 1942, alle ore 5:45 antimeridiane, 20 aeroplani giapponesi decollati da due portaerei della Marina imperiale giapponese bombardarono Dutch Harbor nella battaglia di Dutch Harbor, avendo come obiettivi la stazione radio e i serbatoi di petrolio, e proseguirono l'attacco il giorno successivo. Si trattò del primo attacco aereo sulla parte continentale degli Stati Uniti durante la seconda guerra mondiale.
Nella metà del 1942, una piccola base per sommergibili fu istituita dalla Marina statunitense, con uno squadrone di vecchi sommergibili di Classe S; questi furono ritirati nel tardo 1943 grazie alla disponibilità di sommergibili a lungo raggio (come la Classe Gato) operanti ovunque.
Nel maggio 1943, ebbe sede presso la base un picco di 10 151 marinai e 9 976 soldati.

### Dopoguerra
Nel 1947, le ultime unità della U.S. Navy lasciarono Dutch Harbor e la base fu smantellata.
Nel 1952, il Corpo degli Ingegneri dell'esercito USA salvò 232 edifici in surplus su 448 acri di terra del Fort Mears Military Reservation.
Nella metà degli anni 1980, il Governo degli Stati Uniti infine finanziò la distruzione del forte derelitto e l'area fu convertita all'utilizzo commerciale. Anche la Marina U.S. A. tolse la sua base aerea.

## Demografia
Dutch Harbor comparve per la prima volta sul Censimento USA del 1930 come un villaggio non incorporato. Dopo il 1940 risultò annesso nell'Unalaska.

## Pesca
Dutch Harbor è classificato in testa ai porti di pesca con più di un miliardo di dollari USA trasferiti ogni anno. Grossi allevamenti di merlani e merluzzi nel Mar di Bering fanno parte di questo totale. Il Mare di Bering ha una piattaforma continentale che è una delle più ampie del mondo e sostiene un ricco ecosistema.

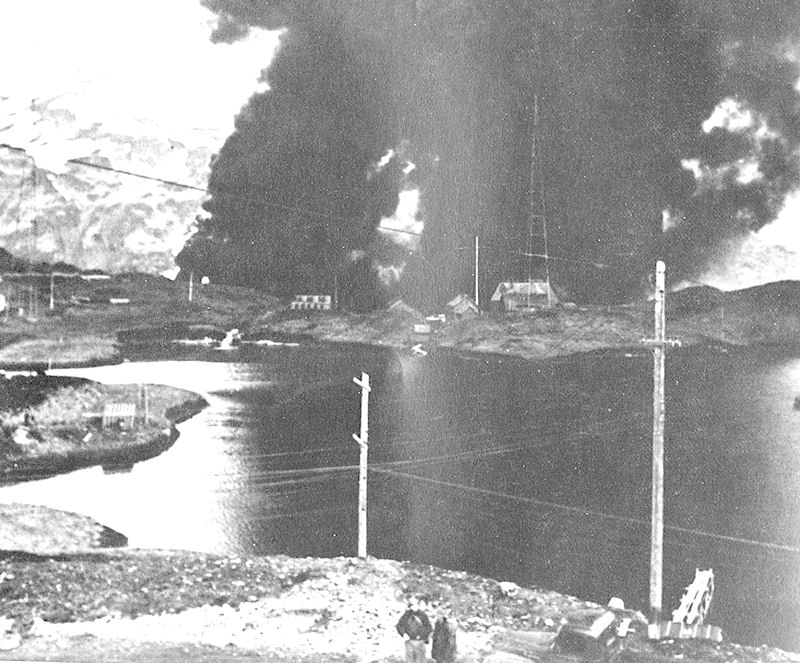
Attacco al Dutch Harbor - giugno 1942
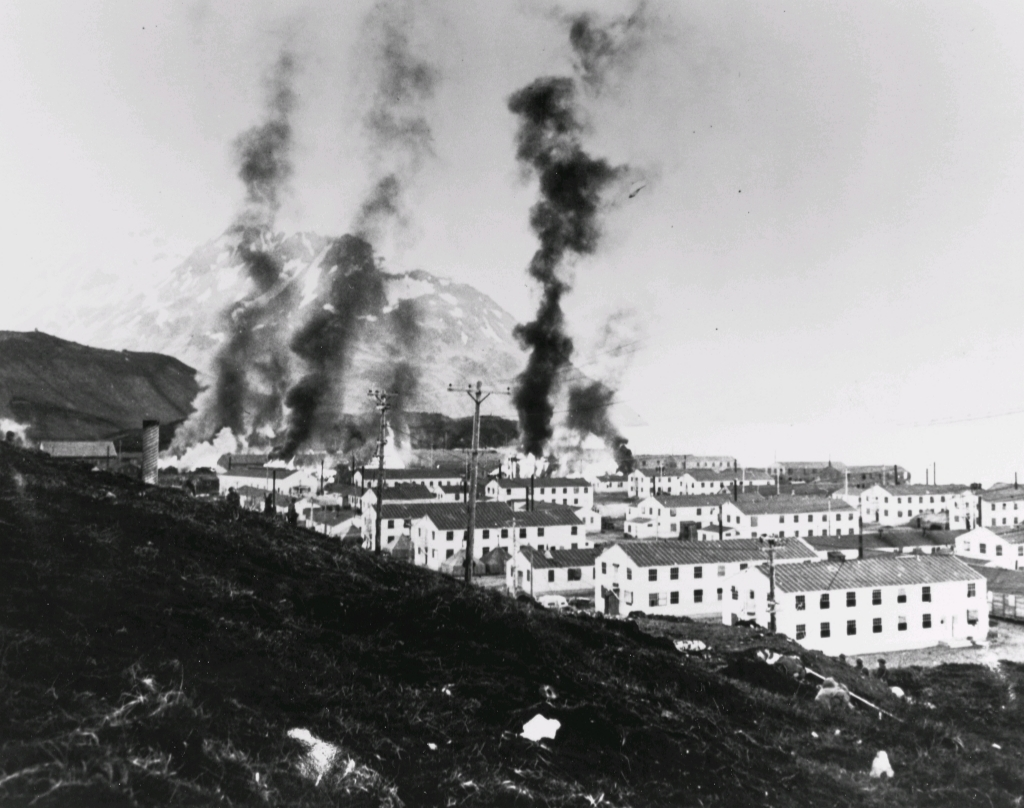
Edifici incendiati dopo il primo attacco giapponese, 3 giugno 1942.
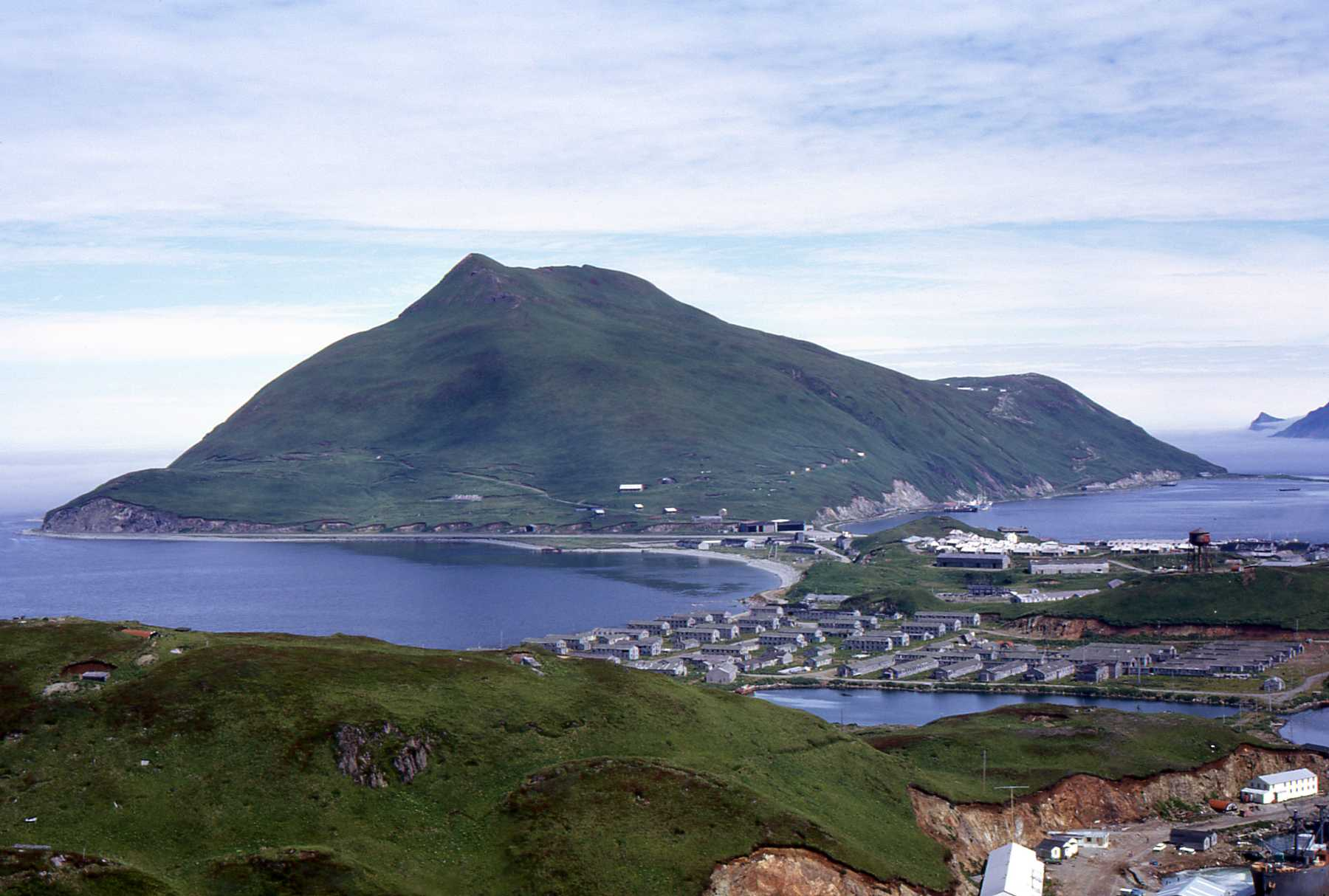
Base Navale Operativa nel 1972
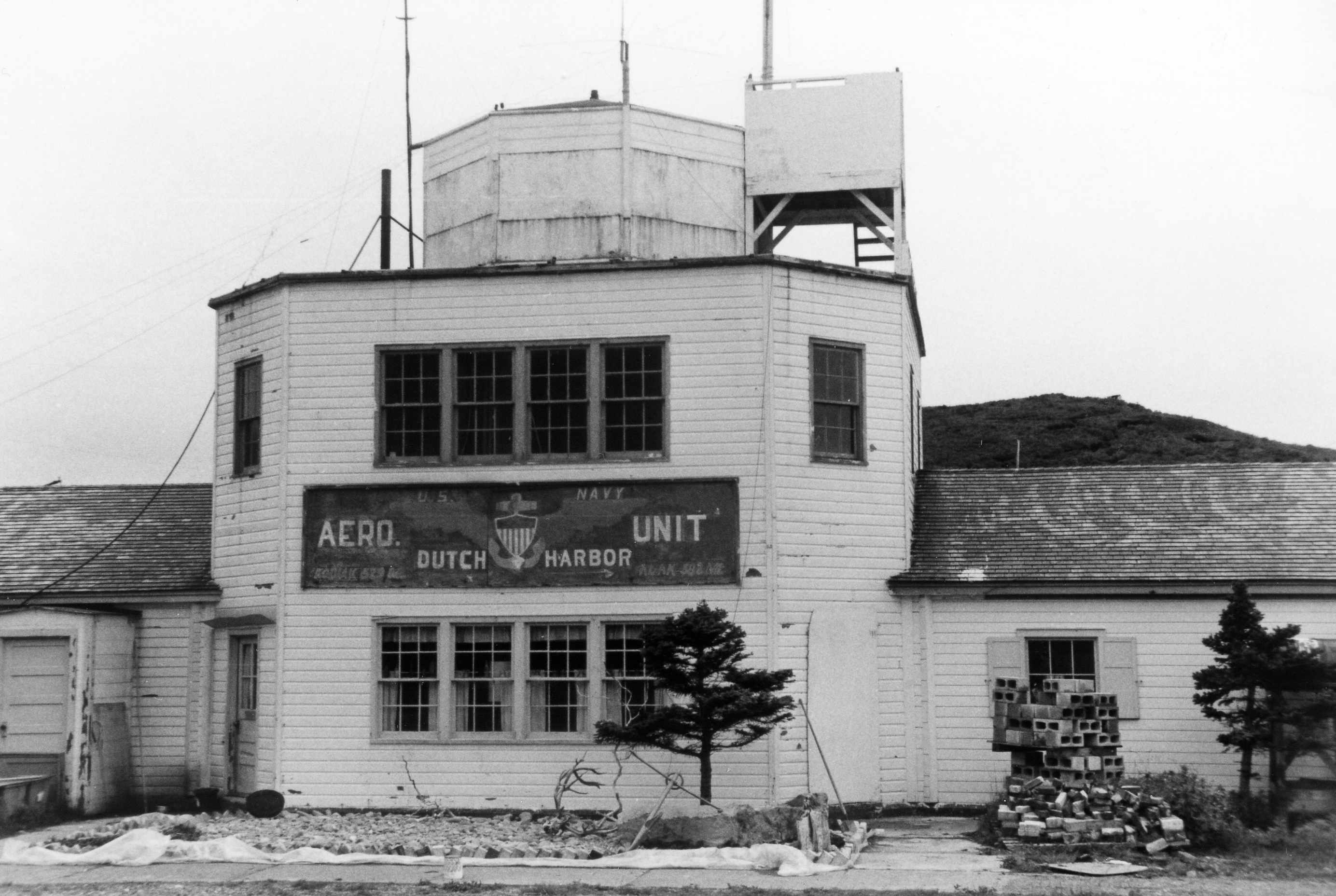
L'edificio dell'aeroporto Dutch Harbor usato come sala per comunicazioni e terminale con la vecchia insegna della U.S. Navy Aero Unit in agosto 1972
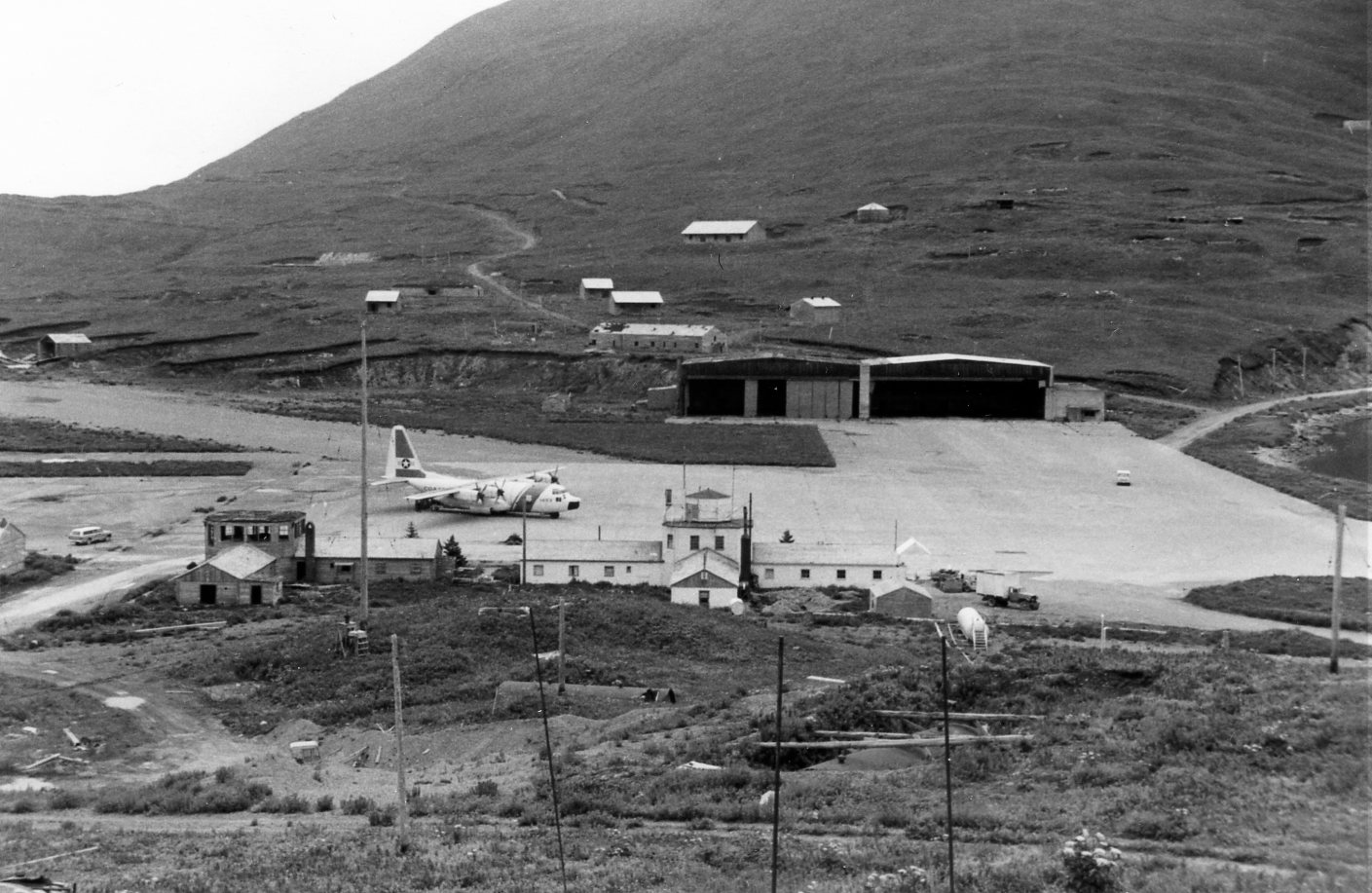
Veduta dell'area della rampa del Dutch Harbor con un velivolo USCG C-130 Hercules in attesa per un volo di emergenza.